# Jean Berthou
Pour les articles homonymes, voir Berthou.
Jean Berthou, né à Brest (Finistère) le 20 juillet 1924, ordonné le 3 août 1947 et mort le 27 octobre 2010 à Crozon, est un prêtre du diocèse de Quimper. Aumônier national de la Fédération sportive et culturelle de France de 1962 à 1972, il assure ensuite diverses responsabilités importantes dans son diocèse d'origine.

## Biographie
Après ses études, Jean Berthou est ordonné prêtre le 3 août 1947. Nommé d'abord professeur au collège Saint-Yves de Quimper, il est ensuite successivement vicaire à Landerneau (1948-1953) puis à Saint-Louis de Brest (1953-1962) où il se consacre particulièrement au patronage de l'Armoricaine de Brest pendant neuf ans<. Il est ensuite appelé à l'aumônerie nationale de la Fédération sportive de France (FSF). Après cette mission nationale, il occupe des fonctions de premier plan au sein du diocèse de Quimper. Nommé pour son dernier poste à Plonévez-Porzay en 1996, il se retire au presbytère de cette paroisse en 2004 et décède le 27 octobre 2010 à Crozon. Ses obsèques ont lieu le 30 octobre 2010 à Crozon où il est inhumé.

### La Fédération sportive de France
La fonction de conseiller ecclésiastique auprès de la FSF  est créée en 1948 par l'Épiscopat. Avant la nomination de Jean Berthou, le 1er octobre 1962, deux autres religieux l'ont précédé : le chanoine Jean Wolff de 1948 à 1958 et le Révérend Père jésuite Alain Maucorps de 1958 à 1962. Nommé d'abord à mi-temps, sa fonction est étendue à temps complet en septembre 1963. Ses prédécesseurs lui lèguent essentiellement un ensemble de fiches de réflexion à l’usage des laïcs. Afin d'affiner leur analyse Jean Berthou fait appel à un théologien, le père François Bourdeau. Homme de terrain avant tout, il s’astreint aussi à visiter chaque année les Centres régionaux d’éducation physique et sportive (CREPS) de France où se tiennent la plus grande partie des stages fédéraux. Il devient le principal représentant itinérant de l'autorité fédérale auprès des cadres, des stagiaires et de l'administration des CREPS. Sa voiture le conduit chaque année de Strasbourg à Aix-en-Provence en passant par Dinard, Poitiers et Bordeaux ; avec parfois des détours par Dijon, Wattignies, Châtel-Guyon ou Montpellier. Après l'élargissement de la FSF à la culture et aux centres de vacances lors de son changement de titre pour celui de Fédération sportive et culturelle de France (FSCF), le 13 mars 1968, cette tâche qu'il s'impose se trouve encore considérablement accrue.
Il sert sous deux présidents, Gilbert Olivier jusqu'en 1965 puis Guy Fournet et ne tarde à devenir une véritable pièce maîtresse de l'administration fédérale participant aux actes administratifs auprès de Robert Pringarbe qu'il suit même dans les réunions interaffinitaires où l'Union française des œuvres laïques d'éducation physique (UFOLEP) et la Fédération sportive et gymnique du travail (FSGT) ont la surprise de voir débarquer une soutane. Cette période est marquée par la mise à l’écart des patronages dans de nombreuses paroisses. Depuis 1945, des éléments progressistes remettent en cause sous divers prétextes leur bien-fondé et leur utilité. Cette crise encore latente s’aggrave avec la mise en œuvre du concile Vatican II. Bien que la constitution pastorale qui en résulte, Gaudium et Spes, ne nécessite pas une telle décision l’opportunité du concile est utilisée en France pour remettre en cause l’assimilation des paroisses à leurs patronages. Des associations commencent à perdre leurs prêtres-directeurs et parfois leurs locaux et installations. Dans ce contexte conflictuel, les évènements de 1968 sont aussi pour la FSCF  l’occasion d’une remise en cause et un groupe de réflexion est constitué autour de Jean Berthou et de Jacques Gautheron sur la nature de l'affinité et l'identité fédérale. Lors du départ de Jean Berthou en 1972, ces travaux aboutissent à un premier document intitulé Vers quel homme ?,.

### Fonctions diocésaines

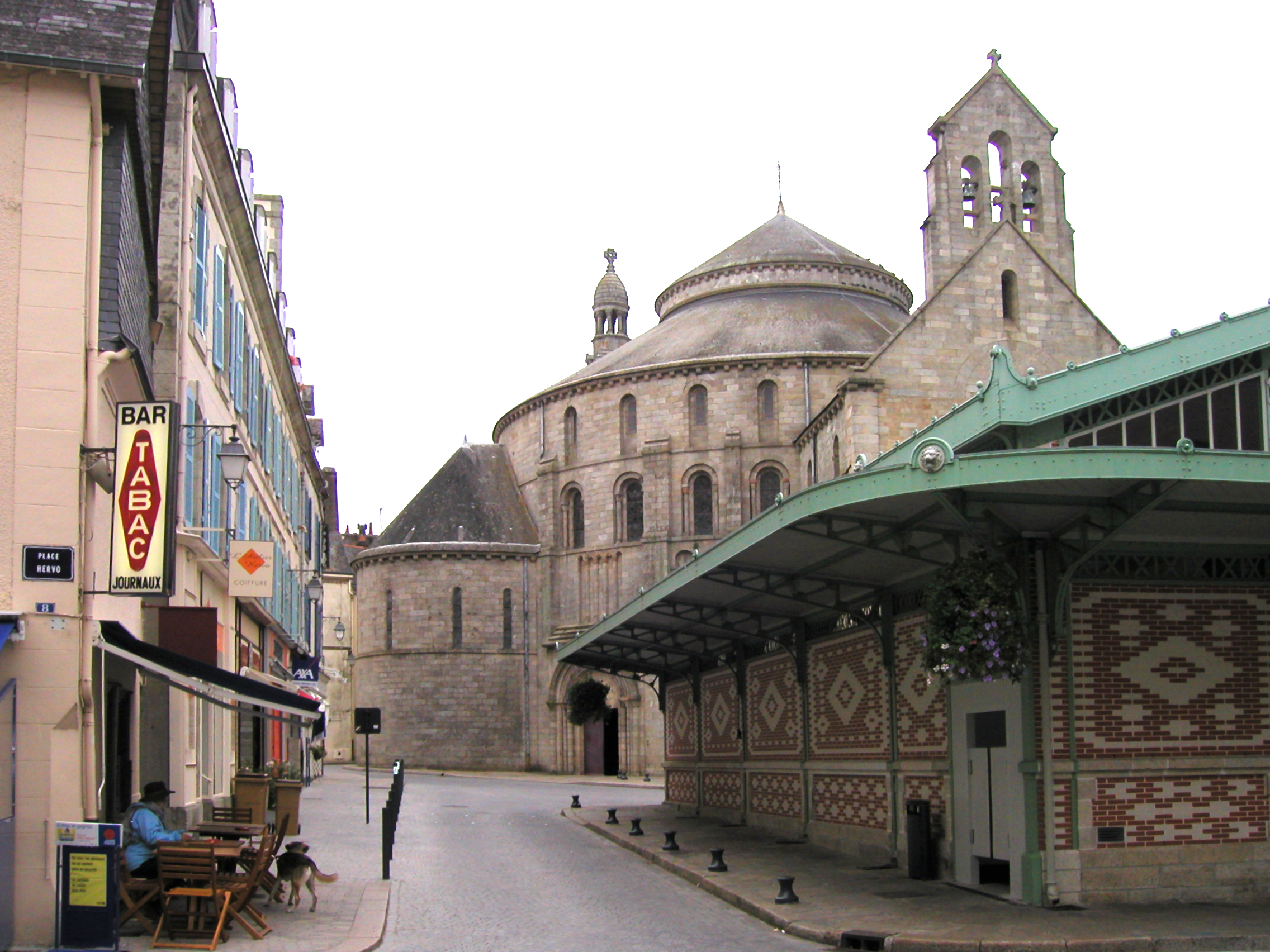
Abbaye Sainte-Croix de Quimperlé

De retour dans son diocèse d'origine, Jean Berthou s'y voit confier d'importantes responsabilités jusqu'à 68 ans et poursuit ensuite un ministère paroissial plus ordinaire dans la région proche de Quimper jusqu'à sa quatre-vingtième année :
- 11 août 1972, recteur[N 2] du prieuré de Locmaria, économe de Sainte-Thérèse et de Ergué-Armel ;
- 1er août 1973, archiprêtre de la cathédrale Saint-Corentin de Quimper[9] jusqu'en 1983 ; responsable du secteur jusqu'en 1976 ;
- 4 juillet 1983, délégué diocésain au temporel, tâche qu'il assume jusqu'à l'âge de 66 ans ;
- 28 juin 1990, chargé de l'Abbaye Sainte-Croix de Quimperlé, de l'église Notre-Dame de Quimperlé, de celle de Baye et responsable du secteur jusqu'en 1993 ;
- 26 juin 1992, recteur de Rédéné et vicaire paroissial du secteur ;
- 30 septembre 1994, recteur de Tréméven, curé de Quimperlé et de Rédéné, responsable du secteur ;
- 27 juin 1996, recteur de Plonévez-Porzay.

Il se retire au presbytère de cette paroisse à l'âge de 80 ans, le 8 juillet 2004.